# Eighth Grade - Terza media
Eighth Grade - Terza media (Eighth Grade) è un film del 2018 scritto e diretto da Bo Burnham, debutto alla regia dell'attore e comico statunitense.
La trama segue l'adolescente Kayla Day, interpretata da Elsie Fisher, alla fine dell'ultimo anno di scuola media (negli Stati Uniti "eighth grade"), con il pensiero già rivolto al prossimo inizio delle scuole superiori.

## Trama
Kayla Day è una studentessa di terza media che vive la sua ultima settimana alla Miles Grove Middle School, una scuola pubblica di New York. Pubblica video motivazionali su YouTube che riguardano la fiducia e l'immagine di se stessi, ma che non ottengono molte visualizzazioni. Timida e senza amici a scuola, viene eletta "la più tranquilla" dai suoi compagni di classe, il che la infastidisce molto. Nel frattempo Mark, suo padre e unico genitore, fatica a connettersi con lei ed a interrompere la sua dipendenza dai social media. È invitata ad una festa in piscina di una sua compagna di classe, Kennedy, che lo ha fatto solo dopo essere stata costretta dalla madre. Alla festa, Kayla ha un attacco di panico in bagno, ma alla fine va fuori a nuotare, dove incontra Gabe, l'eccentrico cugino di Kennedy.
Dopo aver provato a lasciare la festa, ha un incontro imbarazzante con la sua cotta, Aiden, che le suggerisce di unirsi al gruppo. Supera così la sua paura e si offre volontaria per cantare il karaoke. Sentendo che Aiden ha lasciato la sua ultima ragazza perché rifiutatasi di inviargli foto di nudo, Kayla si inventa di avere una cartella di foto di se stessa nuda sul suo telefono, attirando così il suo interesse. Le chiede se pratica sesso orale e lei risponde di sì. Successivamente cerca online istruzioni per il sesso orale, ma rimane disgustata.
Kayla frequenta un programma di orientamento per il liceo dove incontra Olivia, un'amichevole ragazza che frequenta il quarto superiore. Le due si scambiano i numeri e Olivia la invita al centro commerciale con alcuni dei suoi amici. Si divertono, ma Kayla scopre suo padre controllarli da lontano e, imbarazzata, gli dice di andarsene. L'amico di Olivia Riley dà alla ragazza un passaggio per casa a tarda notte. Dà inizio al gioco obbligo o verità durante il quale le chiede della sua esperienza sessuale, si toglie la maglietta e le chiede di togliersi la sua. Kayla rifiuta e lui indietreggia, affermando con rabbia che stava solo cercando di aiutarla a fare esperienza.
Una volta tornata a casa, la ragazza piange, ma viene confortata da suo padre. Realizza un video in cui annuncia di smettere di registrarli, in quanto non è realmente la persona che finge di essere e non si sente in grado di dare consigli. Kayla guarda un video che ha realizzato in prima media nella quale la ragazza del passato le pone domande sui suoi attuali amici e sulla sua vita sentimentale. Chiede a suo padre di aiutarla a bruciare la capsula del tempo e gli chiede se lei lo rende triste. Il padre nega con calore e i due si abbracciano.
L'ultimo giorno di scuola Kayla litiga con Kennedy davanti a tutti per aver ignorato la sua lettera di ringraziamento e per essere stata sempre indifferente nei suoi confronti, nonostante i suoi ripetuti tentativi di essere gentile. Più tardi cena a casa di Gabe e i due si divertono insieme. Kayla crea una nuova capsula del tempo che lei e suo padre seppelliscono nel giardino di casa; lascia tuttavia un videomessaggio per il futuro del quinto liceo, nel quale incoraggia se stessa a perseverare nei momenti difficili.

## Distribuzione
Il film è stato mostrato in anteprima al Sundance Film Festival 2018 il 19 gennaio 2018, ed è uscito nelle sale il 13 luglio negli Stati Uniti.

## Accoglienza
La pellicola ha ricevuto recensioni molto positive, che hanno lodato specialmente la sceneggiatura, la regia di Burnham e la performance della giovane Fisher. Sull'aggregatore di recensioni Rotten Tomatoes il film ha un indice di gradimento del 99%, con un voto medio di 8,8 su 10 basato su 181 recensioni. Su Metacritic ha un voto di 90 su 100 basato su 45 recensioni.

## Riconoscimenti
- 2018 - National Board of Review[3]
  - Migliori dieci film dell'anno
  - Miglior regista esordiente